# Parahaploposthia velvetum
Parahaploposthia velvetum är en plattmaskart som beskrevs av Hooge och Tyler 2002. Parahaploposthia velvetum ingår i släktet Parahaploposthia och familjen Haploposthiidae. Inga underarter finns listade i Catalogue of Life.